# Musée canadien de la nature
Le Musée canadien de la nature (anglais : Canadian Museum of Nature) est un musée d'histoire naturelle d'Ottawa au Canada, situé à l'intersection des rues Metcalfe et McLeod. Ses collections furent initiées par la Commission Géologique du Canada en 1856.

## Histoire
Le Musée canadien de la nature tient ses origines de la Commission géologique du Canada, qui a été formée en 1842. Près de 150 ans plus tard, le 1er juillet 1990, le musée est devenu une société d'État par une loi du Parlement.
La Loi sur les musées a été un événement important dans l'histoire du lieu. Avec le statut d'établissement de la Couronne est venu un nouveau nom, un nouveau statut «sans lien de dépendance» et un mandat élargi :
« Le Musée canadien de la nature a pour mission d’accroître, dans l’ensemble du Canada et à l’étranger, l’intérêt et le respect à l’égard de la nature, de même que sa connaissance et son degré d’appréciation par tous par la constitution, l’entretien et le développement, aux fins de la recherche et pour la postérité, d’une collection d’objets d’histoire naturelle principalement axée sur le Canada ainsi que par la présentation de la nature, des enseignements et de la compréhension qu’elle génère ».

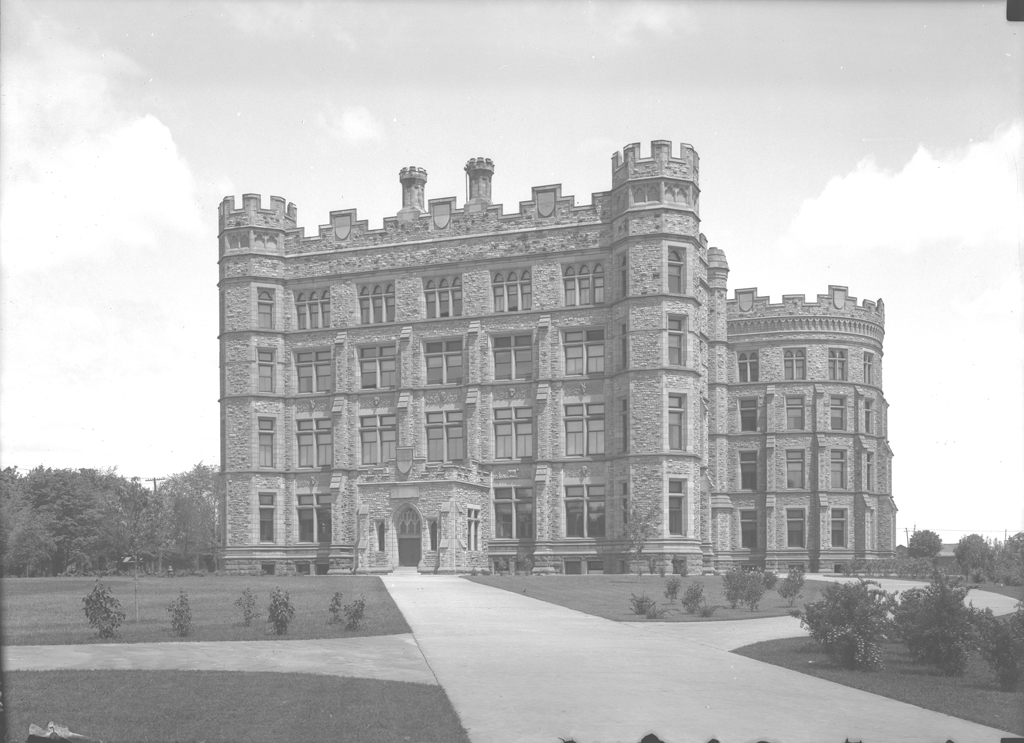
Musée commémoratif Victoria à Ottawa, 1911
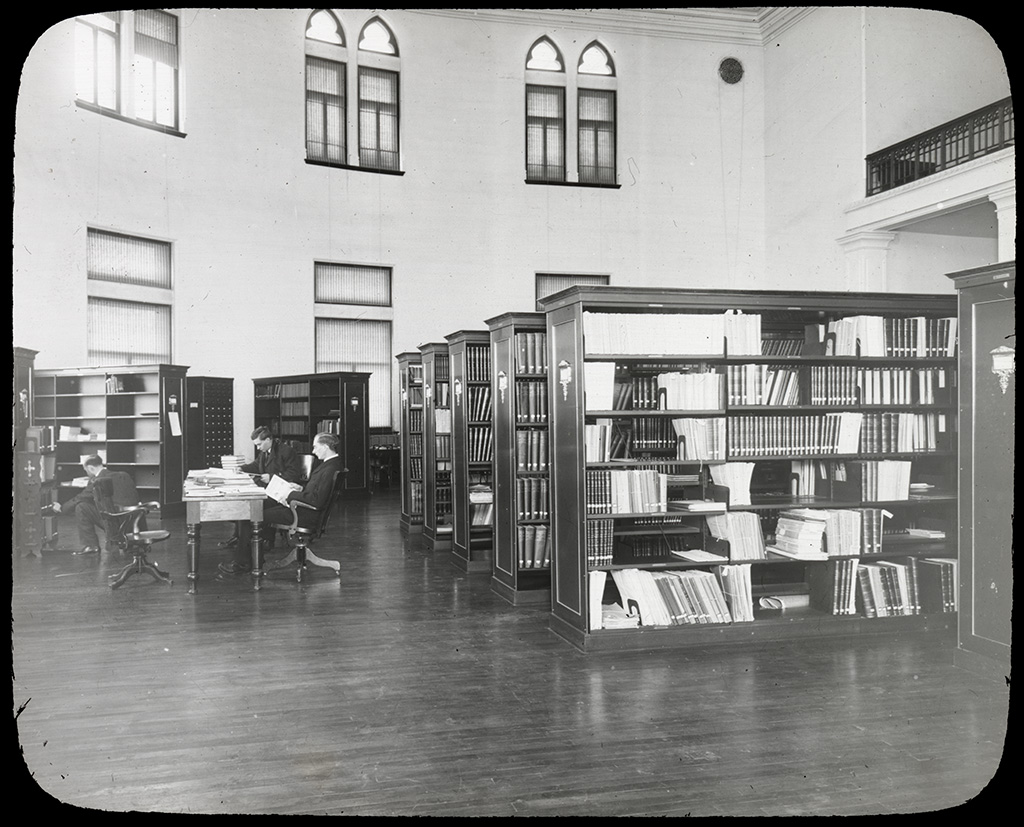
Bibliothèque du Musée national du Canada, Édifice commémoratif Victoria, 1912
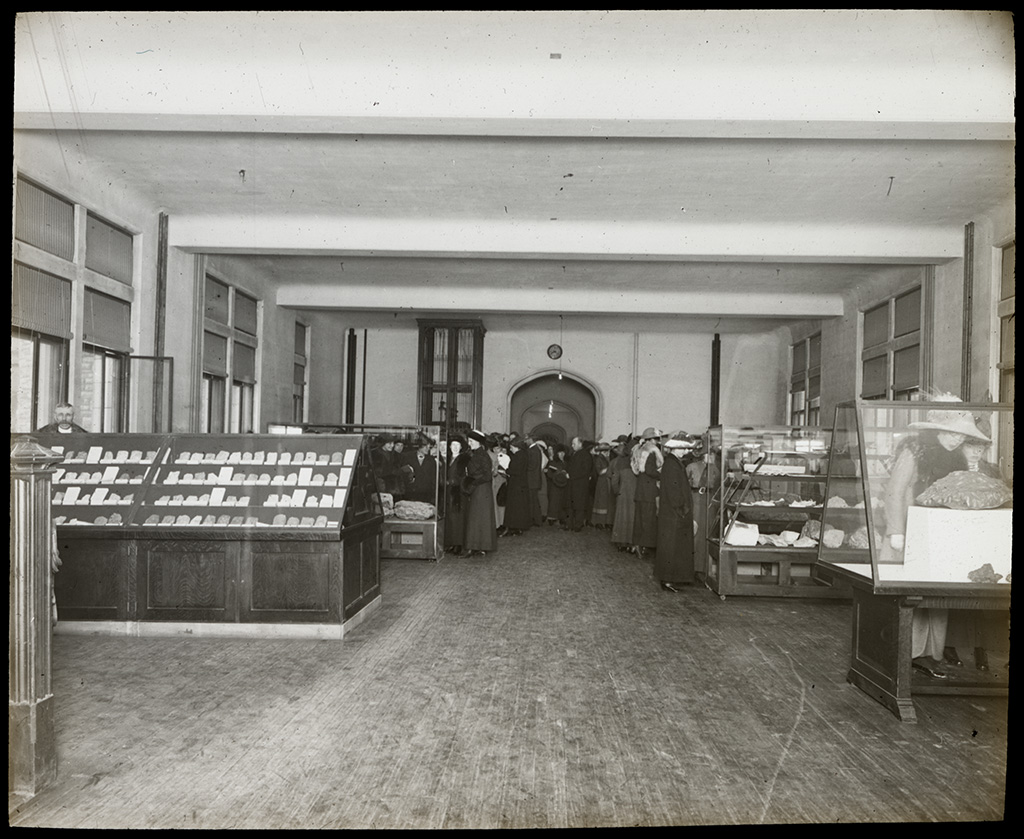
Étudiants dans l'exposition temporaire des minéraux, Édifice commémoratif Victoria, 1912
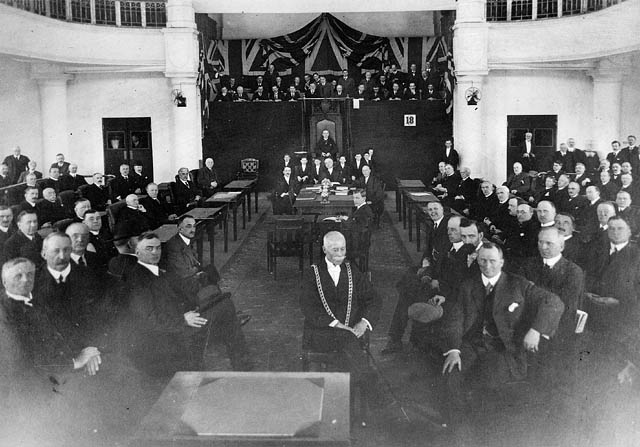
La séance d'ouverture de la Chambre des communes au Musée commémoratif de Victoria après l'incendie du parlement en 1916

### Le bâtiment

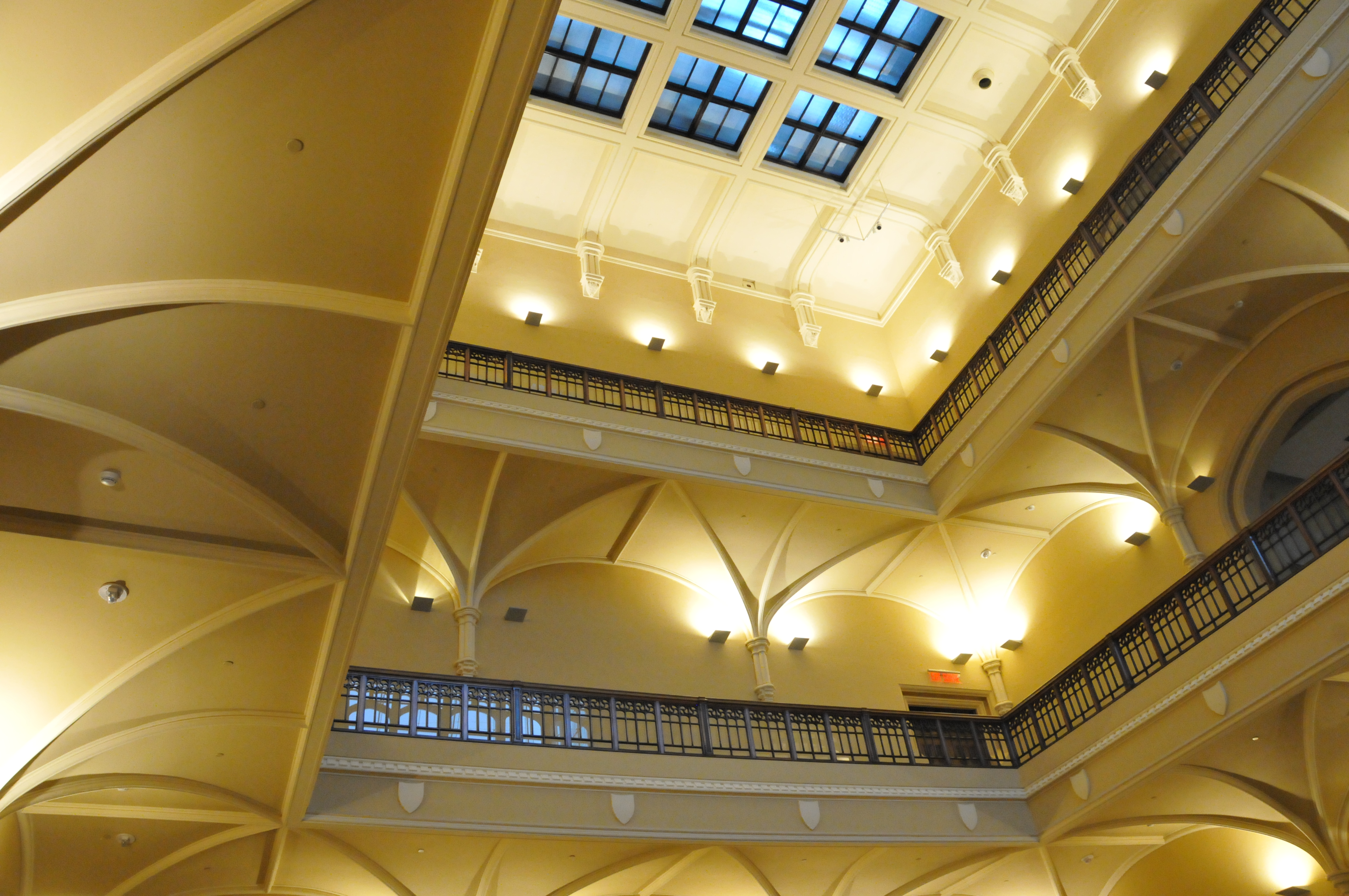
Plafond orné du Musée canadien de la nature.

Le bâtiment, connu sous le nom de «Victoria Memorial Museum Building» et souvent appelé le «château», a été construit dans les anciens champs d'une ferme, connus sous le nom Appin Place, la propriété du marchand écossais William Stewart Et Canada-Ouest). Le quartier est devenu connu sous le nom de Stewarton et le développement résidentiel a commencé dans la région pendant les années 1870. Le gouvernement a acheté le terrain en 1905 dans l'espoir de développer le site comme une sorte de « prolongement » pour compléter la structure en pierre du bâtiment qu'est le Parlement canadien, à l'extrémité opposée de la rue de Metcalfe, sur Parliament Hill.
Cette structure en pierre massive est un excellent exemple de l'architecture du début du XXe siècle à Ottawa et a été construite pour 1 250 000 $ par l'architecte David Ewart, à l'origine de beaucoup de constructions semblables autour de la ville .La construction du bâtiment impliquait l'importation de 300 maçons qualifiés venus d'Écosse. Le style architectural est parfois décrit comme « Scottish baronial ». Ewart a été envoyé en Grande-Bretagne pour étudier l'architecture de Hampton Court et le château de Windsor, ce qui a grandement influencé sa conception de lédifice.
En raison de la présence de l'argile instable dans le sol du site, une grande tour qui était située à l'avant du bâtiment a dû être détruite en 1915, la fondation ne pouvait pas en supporter le poids. Le site instable a forcé certains ouvriers à cesser les travaux, les fondations instables provoquant des chutes de briques et de pierres.
En 1916, le feu détruit la majorité du bâtiment central sur la Colline du Parlement. L'édifice du musée Victoria, récemment terminé, est devenu la maison temporaire de la Chambre des communes de 1916 à 1919 et les affaires du gouvernement y ont été menées jusqu'à la construction du nouveau bâtiment du Parlement en 1922,.
Le Sénat a utilisé la salle des minéraux au premier étage de l'édifice, (maintenant la galerie des fossiles) et les Communes utilisaient l'amphithéâtre au troisième étage (maintenant le salon).
Lorsque l'ancien Premier ministre Sir Wilfrid Laurier est décédé en 1919, son corps a été exposé dans l'auditorium du musée.
En 1986, le musée national du Canada qui occupait le bâtiment a été divisé en deux: le Musée national des sciences naturelles (renommé Musée canadien de la nature) et le Musée national de l'homme, puis le Musée canadien de l'histoire, bien que les deux entités continuent de partager le même édifice.
En 1989, le Musée canadien des civilisations s'installe à Gatineau, Québec, et le Musée canadien de la nature occupe tout l'édifice du Musée commémoratif de Victoria.
Le Musée commémoratif de Victoria a été désigné lieu historique national du Canada (lieux historiques nationaux du Canada) en 1990,.
La rénovation majeure de toutes les parties du bâtiment et les expositions, a commencé en 2004 et a été achevée en 2010, y compris une lanterne en verre prenant la place de la tour originale qui a été enlevée en 1915.
Le musée rénové a rouvert le 22 mai 2010. La lanterne a été baptisée la « lanterne des reines » en l'honneur d'Élisabeth II qui a visité le bâtiment en 2010 et de la reine Victoria,,
.

## Édifice du patrimoine naturel
L’Édifice du patrimoine naturel (ÉPN) est le centre scientifique et administratif du Musée canadien de la nature. Inauguré en 1997 à Aylmer. Il n'est pas ouvert au public, à l'exception de la bibliothèque. Sur ce site de 56 ha, situé à Gatineau (Québec), sont regroupées toutes les collections d'histoire naturelle.

## Recherche et Collections
La recherche scientifique fondée sur les collections est un élément essentiel du musée depuis sa création. Aujourd'hui, la recherche au musée est axée sur deux centres de compétences interdisciplinaires : le Centre pour la Découverte et le Changement des Espèces et le Centre pour la Connaissance et l'Exploration de l'Arctique.
Chacune des quatre principales collections du musée comporte plusieurs sous-collections :
- Botanique : Algues, Bryophytes, Lichens et Champignons asociés, Plantes Vasculaires ;
- Collections géologiques : minéraux, roches, pierres précieuses, occurrences minérales ;
- Paléontologie : vertébrés, plantes, champignons, pollen ;
- Zoologie : Invertébrés (Annélidés, Mollusques, Crustacés, Insectes, Parasites, Assemblage Faunique), Vertébrés (Poissons, Amphibiens et Reptiles, Oiseaux, Mammifères).

De 1972 à 2005, le musée a publié la revue scientifique Syllogeus .

### Campus du patrimoine naturel
Le Campus du patrimoine naturel de Gatineau (Québec) a ouvert ses portes en 1997. Il s'agit du site de 76 hectares correspondant aux activités administratives du musée et de ses vastes installations de recherche et de recouvrement.
Le campus n'est pas ouvert au public, sauf pour une « portes ouvertes » annuelle qui présente ses 14,6 millions de spécimens, ses laboratoires de recherche et son laboratoire de préparation de fossiles.
La bibliothèque, cependant, permet l'accès aux visiteurs.

## Herbier national du Canada
L'Herbier national du Canada  est logé au sein du Musée canadien de la nature. Les collections végétales de l'Enquête géologique et d'histoire naturelle du Canada ont été officiellement incorporées au musée en 1882. Il existe plusieurs collections distinctes (nombre valide à partir de 2016):
1. Plante vasculaire, collection de plantes avec environ 650 000 spécimens dont environ 2 500 spécimens de type[12]
2. Lichen et associés Fungi avec env. 137 000 spécimens dont environ 750 spécimens de type[12]
3. Bryophytes collection de 268 000 spécimens et 950 spécimens de type [12]
4. Algues, 3 016 440 spécimens et 300 spécimens de type, conservé dans la Collection nationale de phycologie du Canada[12]
5. Macroalgae, 26 640 spécimens, dans la Collection nationale de phycologie du Canada[12]

## Expositions

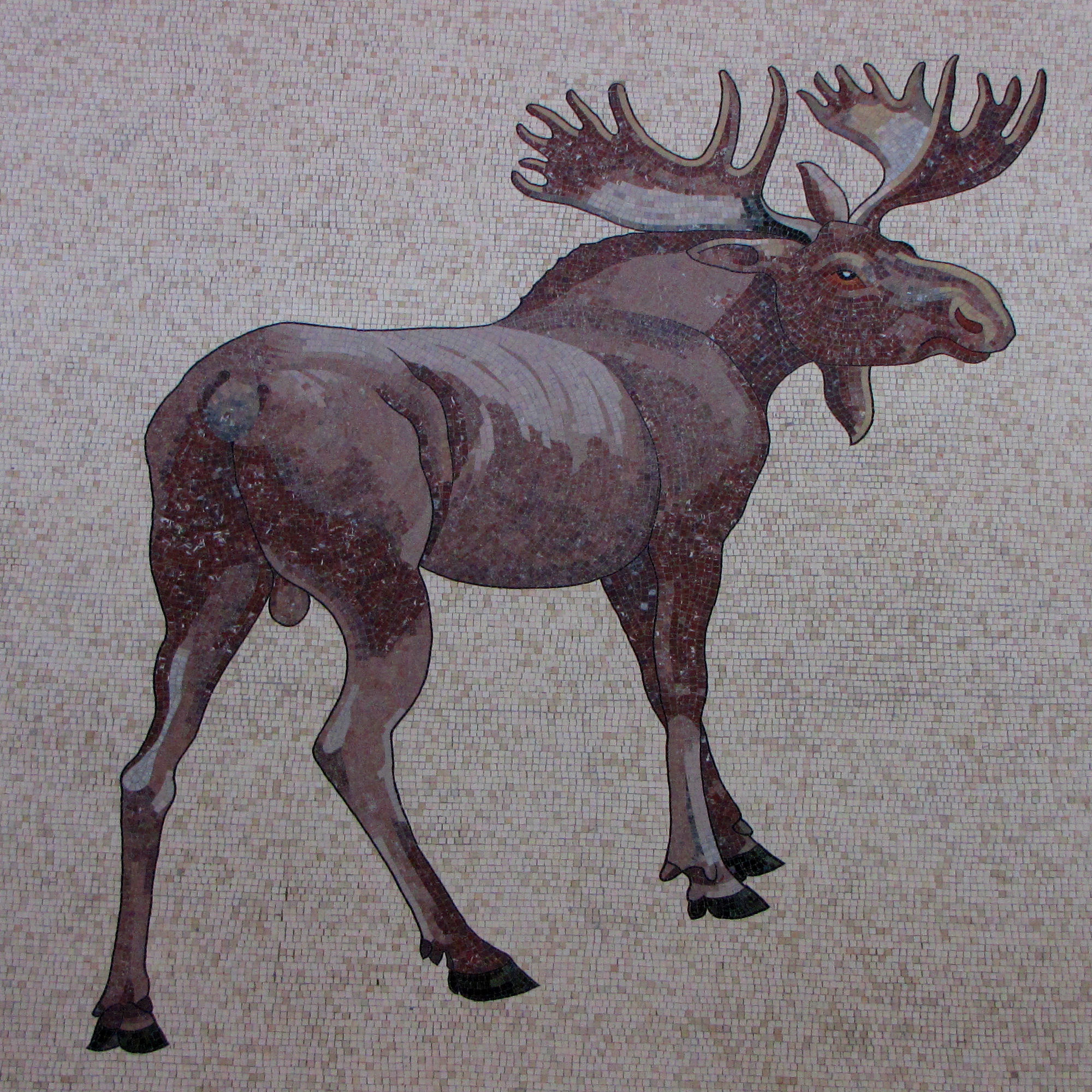
Mosaïque à l'entrée du musée.

Les expositions et les principaux programmes sont logés dans le Victoria Memorial Museum Building à Ottawa, au campus des musées.
Le musée possède huit galeries permanentes :
- Talisman Energy Fossil Gallery - squelettes et dioramas sur les dinosaures et les reptiles marins et les événements qui ont mené à leur extinction et l'augmentation des mammifères il y a environ 85 à 35 millions d'années. Près de 85 % des spécimens présentés dans la galerie sont des fossiles authentiques (plutôt que des fabrications ou des moulages).
- Vale Earth Gallery - minéraux et roches et comment les forces géologiques ont façonné notre planète.
- Galerie de mammifères - Les animaux sauvages du Canada dont l'ours gris, l'ours polaire, le bison, l'orignal, le caribou, le pronghorn et les couguars.
- RBC Blue Water Gallery - un squelette baleine bleue, la vie dans les milieux marins et d'eau douce et le rôle essentiel que l'eau joue pour tous les êtres vivants.
- Bird Gallery - près de 500 montages de 450 espèces d'oiseaux canadiens, des expériences multimédias et des expositions interactives.
- Nature vivante - insectes vivants, arachnides et limaces.
- Stone Wall Gallery - expositions changeantes d'art et de photographie sur les sciences naturelles.
- Paysages de jardins du Canada - une exposition botanique en plein air avec des zones représentant trois écosystèmes différents du Canada : la toundra arctique, la forêt boréale et les prairies.

La galerie Canada Goose Arctic, une nouvelle galerie permanente ouvrira ses portes en juin 2017. L'objectif de cette galerie est d'améliorer et de transformer la compréhension de l'Arctique et son importance pour le Canada au XXIe siècle.